# 磯貝初奈
磯貝初奈（1993年11月20日—）是一位日本女性播報員。2022年3月已從中京電視台離職。目前所屬藝人經紀公司cent. FORCE。

## 經歷
日本東京都世田谷區出身，身高165公分。根據電視節目《1分鐘內改變人生的深刻說話》與《閒聊007》特集中透露，家裡祖父為物理學博士，父親是東京大學畢業的菁英上班族，祖母與母親分別是大阪大學及御茶水女子大學畢業的空中服務員，弟弟俊太朗曾是小傑尼斯一員，後畢業於麻布中學校·高等學校、慶應義塾大學。她12歲時考入櫻蔭中學校·高等學校，從櫻蔭畢業後進入東京大學工學部社會基盤學科就讀，期間獲得SPROUT發掘，憑藉高校一年級考取的氣象預報士資格成為日本電視台《NEWS ZERO》天氣單元主持人，此外大學四年級時參加了「東大小姐」選拔比賽，最終獲得亞軍，同時出版了寫真集。大學畢業後與事務所的合約結束，並得到中京電視台錄用成為該台主播。2018年，她接替市野瀨瞳和奧黛麗共同主持《奧黛麗，有很想見你們的人。》。2019年10月18日，她代替休假的林真央客串讀賣電視台節目《情報LIVE 宮根屋》主持人。

## 主持節目

### 現在主持節目
- 《奧黛麗，有很想見你們的人。（日语：オードリーさん、ぜひ会ってほしい人がいるんです。）》（2018年2月17日 -、星期二0:59 - 1:29）
- 《catch!（日语：キャッチ!）》
- 《中京之中〜》（まんなかチュウキョ〜）
- 《Good（日语：ぐっと）》

### 過去主持節目
- 《STRIKE!（日语：ストライク!）》（2018年4月2日 - 2018年10月31日、助理主持兼氣象主持人）
- 《笹島BASE Lab.（日语：ササシマBASE Lab.）》（2018年4月7日 - 2019年3月30日、動畫擔當研究員）
- 《情報LIVE 宮根屋（日语：情報ライブ ミヤネ屋）》（讀賣電視台、2019年10月18日）
- 《BOY MEN 日本風（日语：ボイメン ジャパネスク）》（2019年4月6日 - 2020年3月27日、節目進行兼旁白）

## 演出節目
- 《NEWS ZERO》（日本電視台、2013年4月1日 - 2014年3月29日）- 天氣單元主持人
- 《每日輪換cent. FORCE》（日替わりセントフォース、BS SKY PerfecTV!（日语：BSスカパー!） ）
- 《阿Q猜謎王（日语：クイズプレゼンバラエティー Qさま!!）》（朝日電視台）

## 外部連結
- 磯貝初奈のはなことば：中京テレビ　アナウンスルーム （页面存档备份，存于） （日語）
- 磯貝初奈的X（前Twitter）